# 救難強化巡視船
救難強化巡視船（きゅうなんきょうかじゅんしせん）は、海上保安庁の巡視船のうち、特に特殊海難等に対応するために救難体制強化を指定された巡視船。
救難のための特殊な技能・知識を有する潜水士（一部救急救命士資格保有）が7名乗船しており、一般巡視船が対応困難な特殊海難に対応するために、各種潜水装備、アクアリフター、エンジンカッター等の救難装備を搭載している。多くは潜水支援艇、自走水中カメラも搭載し、ヘリコプターとの連携をするためヘリ甲板を装備している。
1984年より指定が開始され、潜水指定船の中から各管区1隻ずつ計11隻が指定されている。

## 救難強化巡視船
- 第一管区 - 巡視船えりも（釧路海上保安部）
- 第二管区 - 巡視船しもきた（八戸海上保安部）
- 第三管区 - 巡視船いず（横浜海上保安部）
- 第四管区 - 巡視船いすず（鳥羽海上保安部）
- 第五管区 - 巡視船とさ（高知海上保安部）
- 第六管区 - 巡視船きりしま[4]（呉海上保安部）
- 第七管区 - 巡視船でじま（長崎海上保安部）
- 第八管区 - 巡視船おき（境海上保安部）
- 第九管区 - 巡視船やひこ（伏木海上保安部）
- 第十管区 - 巡視船さつま（鹿児島海上保安部）
- 第十一管区 - 巡視船くだか（那覇海上保安部）